# Grube Schönhäuschen & Guch
Die Grube Schönhäuschen & Guch ist eine ehemalige Braunkohlegrube des Bensberger Erzreviers in Bergisch Gladbach. Das Gelände gehört zum Stadtteil Heidkamp.

## Geschichte
Die erste schriftliche Erwähnung liegt mit Datum vom 18. Februar 1819 vor. Darin ist von einer „Gohrischen Grube“ die Rede, die dem Papiermüller Fues gehöre und die als Braunkohlengrube der „Regalitätspflicht“ (dem Staat vorbehaltene Rechte) unterworfen sei. Sodann wird erwähnt, dass man eine Original-Belehnungsurkunde vom 26. Februar 1717 vorgelegt bekommen habe. Diese Angaben haben wahrscheinlich keinen direkten Bezug zu der Grube Schönhäuschen & Guch und sind im Zusammenhang auch der benachbarten Grubenfelder zu verstehen. Am 5. Dezember 1819 führte das Bergamt Siegen eine Feldesbesichtigung durch. In dem entsprechenden Protokoll tauchen die Erben des Hofrats Fauth, die Erben Lommertzen und Hölzer und die Erben des Friedrich Siegen auf. Den Antrag auf Belehnung „für die Braunkohlengrube Schönhäuschen & Guch auf dem Stegerkamp bei Gladbach“ stellte sodann Franz Heinrich Fauth, der Sohn der verstorbenen Hofrätin Fauth. Weil man sich nicht darüber im Klaren war, von welcher Markscheide auszugehen war, beschloss man zunächst eine Vermessung durchzuführen. Das Oberbergamt Bonn erteilte dann am 8. Februar 1820 die Belehnung an Fauth, die das Ministerium des Innern in Berlin am 5. März 1820 bestätigte.

## Betrieb
Am 8. Mai 1824 teilte Gerhard Jakob Fues dem Bergamt Siegen mit, dass er mit notarieller Urkunde vom 29. April 1823 die Grube Schönhäuschen & Guch gekauft und in Betrieb genommen habe. Zuletzt wurde die Grube Schönhäuschen und Guch in einem Protokoll vom 15. November 1842 im Zusammenhang mit den Problemen der Entwässerung erwähnt. Folglich muss sie bis dahin in Betrieb gewesen sein. Im Protokoll vom 20. August 1845 zum gleichen Thema wurde sie nicht mehr aufgeführt. Daraus kann man folgern, dass der Betrieb nur noch geringfügig lief oder schon ganz zum Erliegen gekommen war. Ab 1848 wurden Fristungen beantragt, die man mit Stundungen genehmigte. Das Ministerium für Handel, Gewerbe und öffentliche Arbeiten verlieh am 15. September 1858 das Braunkohlegrubenfeld Schönhäuschen & Guch in das Eigentum des Georg Jacob Fues. Ab 1856 kam es wieder zu Fristungen. Weitere Informationen liegen nicht vor.

## Lage und Relikte
Das Grubenfeld Schönhäuschen & Guch erstreckte sich im Norden etwa bis zu der Einmündung der Straße An der Jüch, im Südosten reichte es bis zur Feldstraße. Südlich war die Grenze an der Alte Kölnische Straße und westlich an den heutigen Parkplätzen der Papierfabrik Zanders.